# Pico Turquino
El pico Turquino es el punto de mayor altitud de la isla de Cuba con 1974 metros sobre el nivel de mar. Es el único lugar de Cuba donde se ha registrado oficialmente una nevada desde febrero de 1900.

## Contexto geográfico
Está situado en el centro de la Sierra Maestra, la mayor cordillera de Cuba. La montaña se alza sobre un escenario de 17 540 hectáreas (175,4 km²) de ríos, bosques, valles y cumbres. Hay dos accesos típicos para escalarlo, uno desde territorio de la provincia de Santiago de Cuba y otro, más suave, desde la provincia de Granma. Es muy popular su escalada para turistas, cubanos y grupos en general.

## Historia
Los primeros registros de visitas a su cumbre se remontan a 1860, el joven inglés Fred W. Ramsden, residente en Santiago de Cuba, ascendió el Turquino por primera vez, lo acompañaron tres cargadores.
El segundo ascenso no se produjo hasta 1915 por botánico sueco Erik Leonard Ekman de la Academia de Ciencias de Estocolmo, a esta siguieron otras entre las que destaca la del ornitólogo estadounidense R. Howard Beck, los hermanos Cordero, la de George C. Bucher, la del doctor Rineke. Antes de 1953 el ascenso al Pico Turquino solo resultaba de interés para algunos alpinistas, investigadores arqueológicos y geológicos así como algunos pocos cubanos que se aventuraban a escalar la montaña más alta de Cuba por lo que era una zona totalmente inhóspita y desconocida. Fue a partir de 1956 con la entrada en el territorio del ejército rebelde el pico comenzó a convertirse en símbolo de libertad. Subir a la sierra y al Turquino, a partir de entonces es uno de los más altos galardones a que aspiran muchos cubanos.

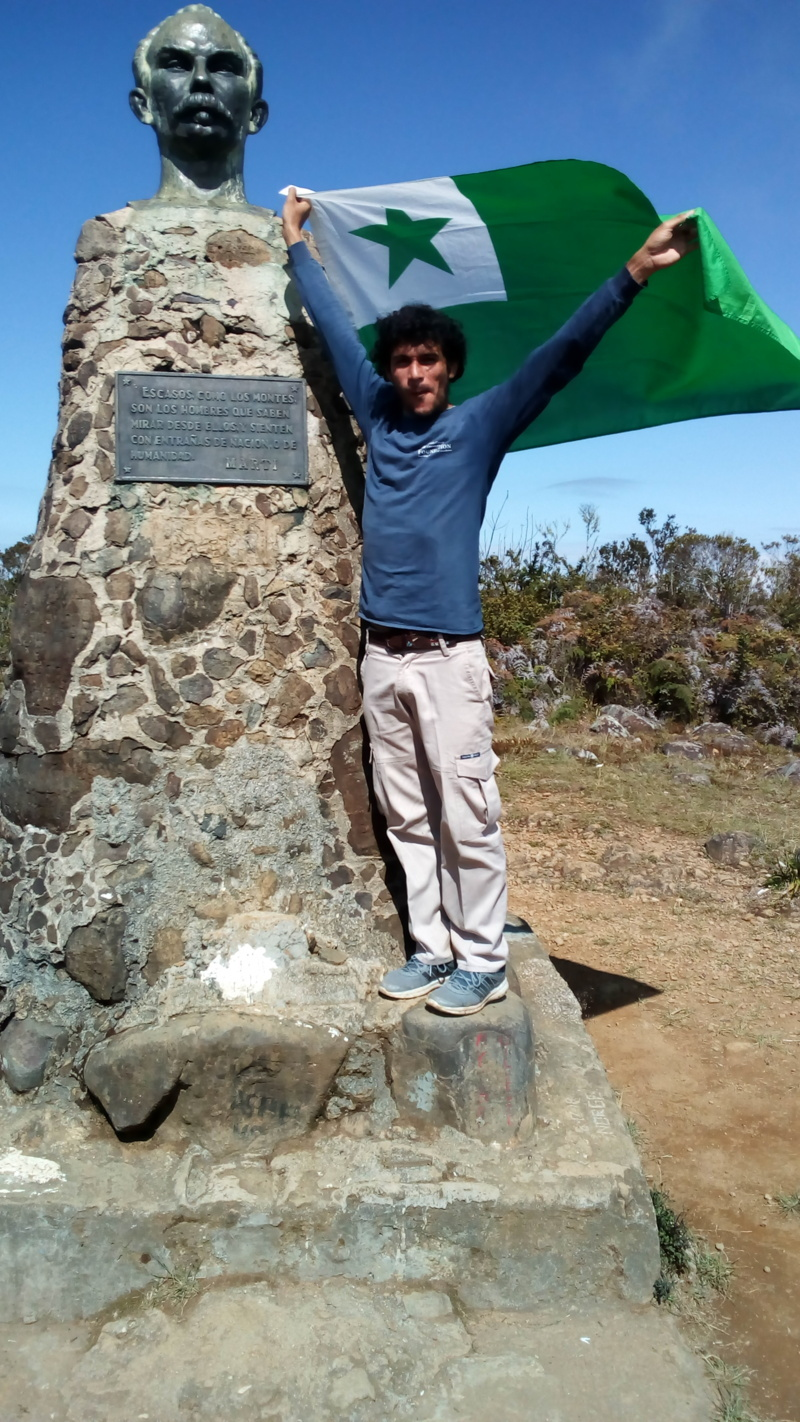
Un excursionista junto al busto de Martí con una bandera de esperanto.

Como curiosidad, aparece como "Tarquino" en un mapa elaborado por el geógrafo flamenco Gerardo Kramer a finales del siglo XVI. La zona, en la época de la conquista española estaba dirigida por un taíno llamado Tarquino o Turquino. Según se cree, el nombre proviene de las palabras aborígenes turey y quino. La primera de ellas era utilizada para designar al cielo y la segunda se utilizaba para denominar a una persona o cosa importante o elevada. Por lo que se cree que Turquino quiere decir "Montaña del Cielo" o "Elevación del Cielo".
En lo alto se encuentra un busto de José Martí que colocó, en el año del centenario de su nacimiento (1953), Celia Sánchez Manduley acompañada de su padre. El busto es obra de la escultora Jilma Madera y en la base del monumento aparece la frase: "Escasos como los montes son los hombres que saben mirar desde ellos y sienten con entrañas de nación o de humanidad".